# Justin Ain Soongie

Wappen von Justin Ain Soongie als Weihbischof in Wabag

Justin Ain Soongie (* 2. Juni 1973 in Tsikiro, Enga Province) ist ein papua-neuguineischer Geistlicher und ernannter römisch-katholischer Bischof von Wabag.

## Leben
Justin Ain Soongie absolvierte von 1993 bis 1996 das Postulat und das Noviziat in der Ordensgemeinschaft der Broeders van Liefde. Im Jahr 1997 begann er die Priesterausbildung am Good Shepherd Seminary-Fatima und studierte von 2002 bis 2004 am Catholic Theological Institute in Bomana. Das Sakrament der Priesterweihe empfing er am 11. Mai 2005 für das Bistum Wabag.
Nach verschiedenen Aufgaben in der Pfarrseelsorge seines Heimatbistums studierte er von 2011 bis 2014 an der Päpstlichen Universität Urbaniana und erwarb das Lizenziat in Moraltheologie. Nach der Rückkehr in die Heimat war er seit 2014 Pfarrer in Sari und Generalvikar des Bistums Wabag. Außerdem lehrte er am Priesterseminar des Erzbistums Mount Hagen in Banz.
Am 15. Juni 2021 ernannte ihn Papst Franziskus zum Titularbischof von Forma und zum Weihbischof in Wabag. Der Bischof von Wabag, Arnold Orowae, spendete ihm am 2. September desselben Jahres die Bischofsweihe. Mitkonsekratoren waren der Erzbischof von Mount Hagen, Douglas Young SVD, und der Bischof von Mendi, Donald Lippert OFMCap.
Papst Leo XIV. bestellte ihn am 7. Juli 2025 zum Bischof von Wabag.